# Helma (Malerin)

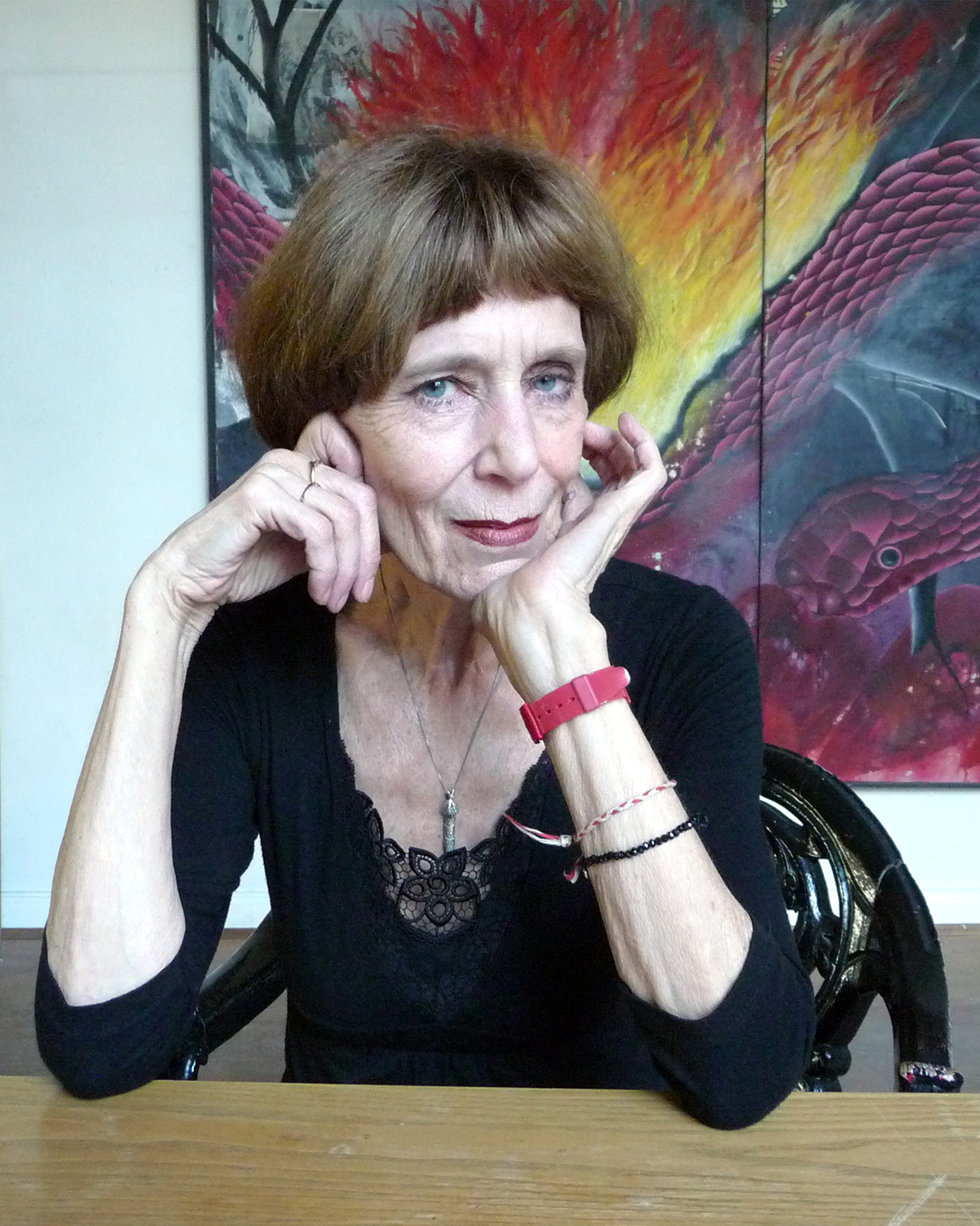
Helma in ihrem Berliner Atelier am Lützowplatz (2013)

Helma, auch Helma Petrick, geborene Helma Hartmann (* 8. Mai 1940 in Berlin; † 10. März 2025 ebenda), war eine deutsche Malerin, die in ihrer Arbeit Bezüge zum Surrealismus, zur Art brut und zum Magischen Realismus herstellte.

## Leben
Der Vater von Helma war Kaufmann, die Mutter stammte aus Thüringen. Kriegsbedingt wuchs Helma in Wurzbach auf. 1948 kehrte die Familie nach Berlin zurück. Nach dem Realschulabschluss studierte sie von 1959 bis 1961 an der Berufsfachschule für Technisches Zeichnen in Berlin. 1964 heiratete sie den Maler Wolfgang Petrick. Aus der Ehe ging die 1965 geborene Tochter Nina hervor. Anfang der 1970er Jahre entstanden erste Gemälde. Sie legte sich den Künstlernamen Helma zu. Von 1979 bis 1985 arbeitete sie mit der Galerie Brusberg zusammen, Ausstellungen in anderen Galerien folgten. Helma lebte und arbeitete in Berlin.

## Werk
Um 1974 entstanden erste Gemälde in Öltechnik auf Leinen, die von Träumen, Märchen und Visionen erzählen. In ihren frühen Bildern treten Katzen auf, die den Betrachter anblicken. Helmas große Formate erstrecken sich häufig über zwei Leinwände. Einige Arbeiten entstanden aus der Berührung mit anderen Künsten, unter dem Eindruck von Gedichten. Dargestellt werden Bäume, Urwälder, Herzformen, Tiere und Grabsteine.
Gemeinsam mit den Künstlern Christiane Meyer, Matthias Müller, Andreas Knäbel, Werner Liebmann und Wolfgang Ludwig arbeitete sie zum Thema „Verwandlung“ von Franz Kafka. Sie waren die ersten Künstler, die nach der Wiedervereinigung 1992 in der Parochialkirche ausstellten.
Der serbische Schriftsteller Bora Ćosić widmete Helma 2008 das Gedicht Der Ursprung.
Eberhard Roters beschreibt in einem Text, der sich auf Max Ernst bezieht, die Bedrückung, die von Helmas Traumwelten ausgeht, die zugleich eine Befreiung darstelle: „Es ist die Befreiung nach Innen zu sich selbst. Sie wird in der Tiefe am Grunde des Bewusstseins gefunden. Damit ist Helma in Bezirke vorgestoßen, die weit hinter und unter den Regionen gesellschaftlicher Kommunikation liegen, nämlich in die Schicht des existenziellen Bewusstseinsgrundes.“

## Galerie

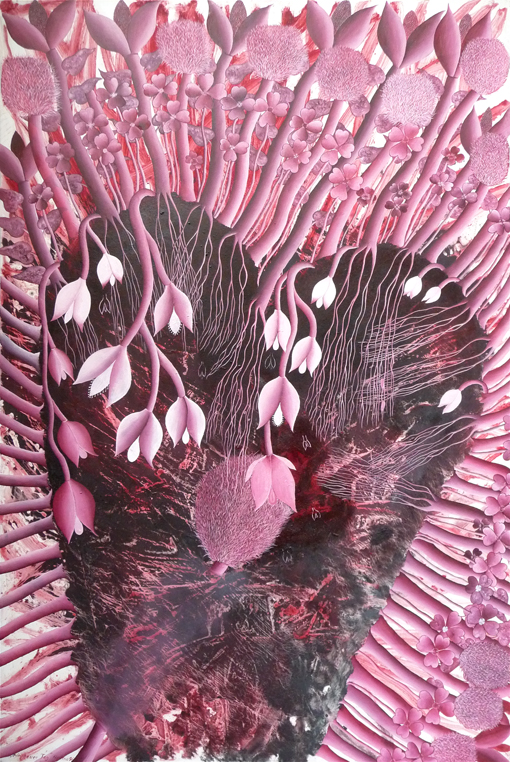
Helma, Ein neuer Tag, 1996
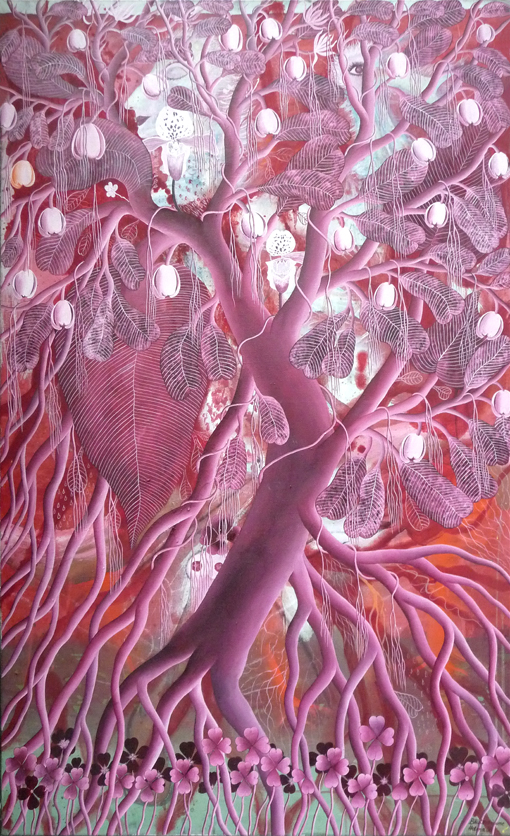
Helma, Blütenträume, 1998
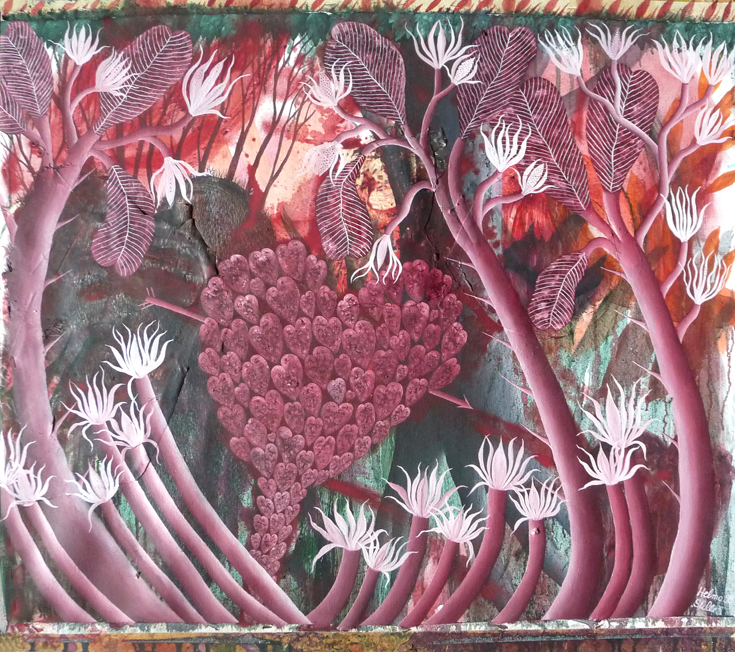
Helma, Stille, 1998
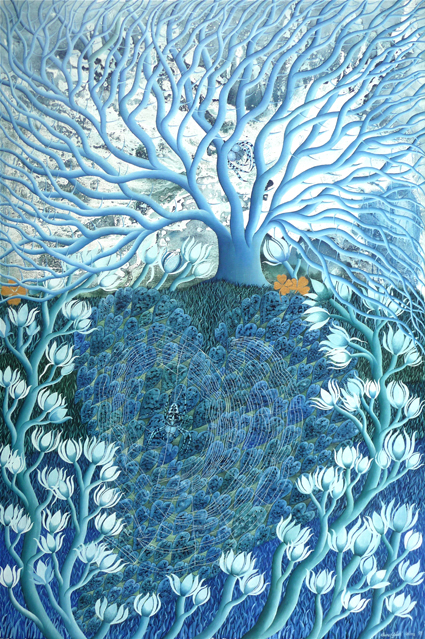
Helma, Kleines Glück, 1999
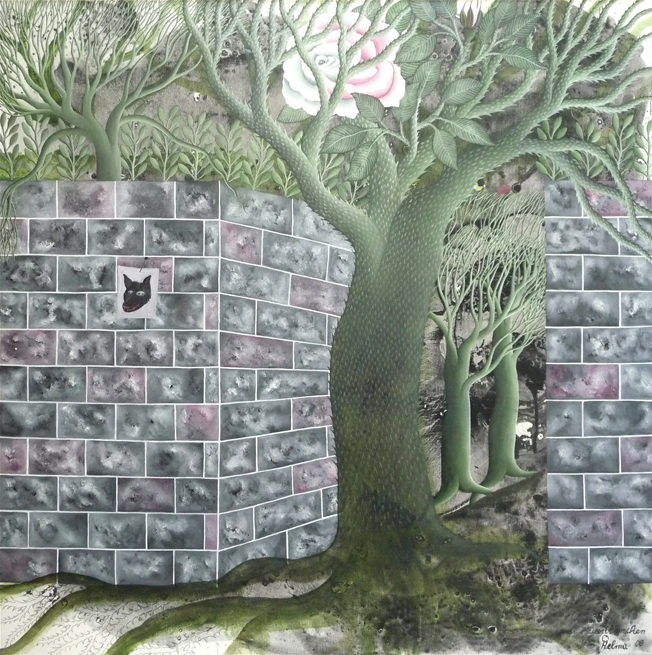
Helma, Mauerblümchen, 2008
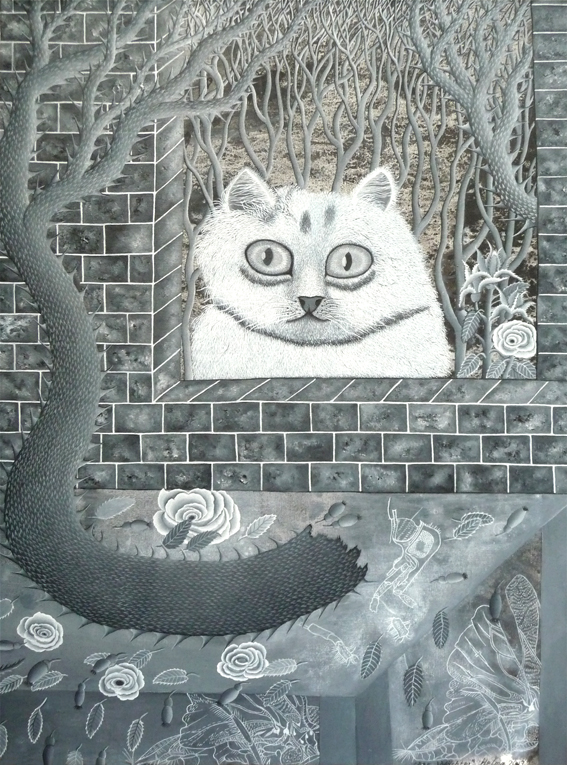
Helma, Der Wächter, 2013

Werkauswahl
- Katzen in einer Landschaft, 1975, Öl auf Leinen, 80 × 68 cm, Sammlung Ulla Pietzsch, Berlin
- Mördergrube, 1988, Öl auf zwei Leinwände, insgesamt 200 × 250 cm
- Verrat, 1989, Öl auf zwei Leinwände, insgesamt 200 × 250 cm
- Im Märzen der Bauer, 1990, Öl und Papier auf zwei Leinwände, insgesamt 200 × 250 cm
- Hinter den Bäumen ist eine andere Welt, 1993, Öl auf Leinen, 158 × 104 cm
- Tiefer Schlaf, 1993, Öl auf Leinen, 200 × 125 cm
- Stiller Winkel, 1993, Öl auf Leinwand, 120 cm × 90 cm, Neuer Berliner Kunstverein, Berlin
- Voodoo, 1994, Öl auf Leinen, 100 × 140 cm
- An der Baumgrenze, 1995, Serie, Mischtechnik auf Papier, 89 × 60,5 cm
- Gestürzter Engel, 2001, Plexiglas, verschiedene Materialien, 51,5 × 31,5 × 35 cm
- Paradies, 2002, Öl auf Leinen, 150 × 100 cm
- Zorn, 2006, Öl auf Leinen, 81 × 60 cm
- Die Blume des Bösen, 2006, Öl auf Leinen, 81 × 60 cm
- Metamorphose, 2008, Öl auf Leinen, 150 × 100 cm

## Ausstellungen (Auswahl)
- 1979: Between, Galerie Brusberg, Hannover
- 1982: Nature morte, Galerie Brusberg, Hannover
- 1985: Galerie Hermeyer, München
- 1987: Galerie Loulou Lazard, Berlin
- 1989: Ansichten der 90er Jahre, Künstlerbund Kiel
- 1989: Hommage à Egon Schiele, Galerie Epikur, Wuppertal
- 1991: Fassbender Gallery, Chicago
- 1991: Galerie Asperger, Knittlingen
- 1992: Die Verwandlung, Parochialkirche, Berlin
- 1993: Galerie der Spiegel, Köln
- 1994: Fassbender Gallery, Chicago
- 1995: Galerie Asperger, Strasbourg
- 1996: Städtisches Museum, Engen
- 1998: Galerie Lagard, Buenos Aires
- 1999: Fassbender Gallery, Chicago
- 2000: Kunst im Raum, Installation mit Susanne Wehland, Berlin
- 2001: Galerie Tammen & Busch, Berlin
- 2002: Joslyn Art Museum, Omaha
- 2006: Zorn, Asperger Gallery, Maulbronn
- 2007: Schöner Wohnen, Sara Asperger Gallery, Berlin
- 2007: Naturkundemuseum, Jerusalem
- 2011: Gewinner – Silberfisch & Ruderwanze, Asperger Gallery, Berlin
- 2015: Schätze aus Privatbesitz II, Pforzheim Galerie, Pforzheim
- 2016: Helma. Ein neuer Tag, Holthoff-Mokross Galerie, Hamburg
- 2020: Helma. Dort weiß ich den schönsten Ort, Bull & Stein Gallery, Hamburg[7]
- 2025: Helma. Traumwelten, Galerie Poll, Berlin[8]

## Werkdokumentationen
- Helma. Ausstellungskatalog, Galerie Hermeyer, München 1985.
- Franz Kafka, Die Verwandlung. Mit einer Einführung von Wolfgang Ludwig und einem Text von Eberhard Roters. Ausstellungskatalog, Berlin 1992.
- Helma, Bilder. Ausstellungskatalog, W. Asperger Gallery AG, Zug 1992.
- Helma, An der Baumgrenze. Ausstellungskatalog, Asperger Gallery, Strasbourg 1995.
- Helma. Leporello zur Ausstellung in der Galerie Lagard. Mit zahlreichen Abbildungen und einem Text von Jorge Glusberg, Buenos Aires 1998.
- Helma, Zorn. Ausstellungskatalog, Asperger Gallery, Berlin 2006.
- Helma, Schöner Wohnen. Ausstellungskatalog, Sara Asperger Gallery, Berlin 2008.
- Ulla und Heiner Pietzsch (Hrsg.), Laufen Sie, meine Damen, ein Mann ist im Rosengarten. Künstlerinnen. Die Sammlung Ulla Pietzsch, Prestel Verlag, München 2009, S. 52–55.
- Bernard Schultze, Helma. In: Kunstsammlung Jutta und Manfred Heinrich, hrsg. von Jutta und Manfred Heinrich, Maulbronn 2014, S. 82–87, ISBN 978-3-00-043933-9.
- Bernhard Schultze, Helma. In: Kritischer Realismus, Junge Wilde und Neoexpressionismus, Berliner Malerei der 1970er und 1980er Jahre, hrsg. von Jutta und Manfred Heinrich, Maulbronn 2024, S. 12–13.